# Women and Diamonds
Women and Diamonds é um filme mudo britânico de 1924, do gênero policial, dirigido por Floyd Martin Thornton e estrelado por Victor McLaglen, Madge Stuart e Florence Turner.

## Elenco
- Victor McLaglen - Brian Owen
- Madge Stuart - Olive Seaton
- Florence Turner - Sra. Seaton
- Norman Whalley - Ray Seaton
- M.A. Wetherell - Barry Seaton
- Walter Tennyson - Jimmy Foster
- Simeon Stuart - Munro Clay
- Clifton Boyne - Sweeney
- Cecil del Gue - Jim Beverley